# جون زيجروس
جون ألن كاشار ジョン・アレン・カッチャー・ジーグラス (Jon Aren Kacchā Jīgurasu ) هو الاسم المبلغ عنه لرجل اُعْتُقِل في عام 1960 في اليابان بتهمة تلفيق و تزوير وثائق مزعومة. أُطلق عليه لقب "الرجل الغامض" ミステリー・マン, Misuterī Man ) حسب الأخبار اليابانية في ذلك الوقت، وأصبح نموذجًا أوليًا لبعض الأساطير الحضرية .